# Société anonyme des Charbonnages d'Ans et de Rocour

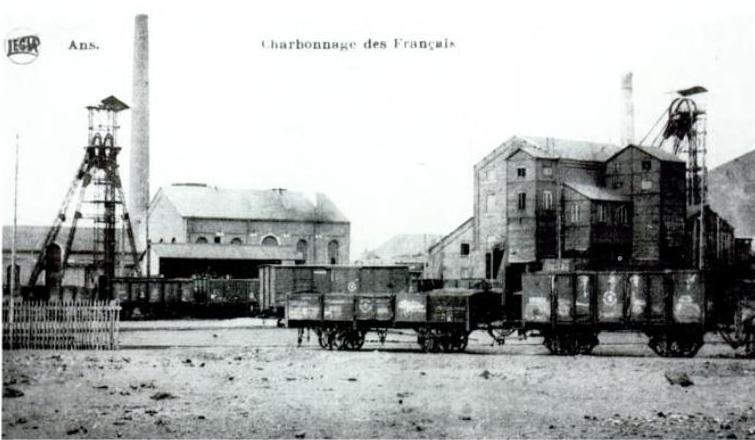
De mijn omstreeks 1920

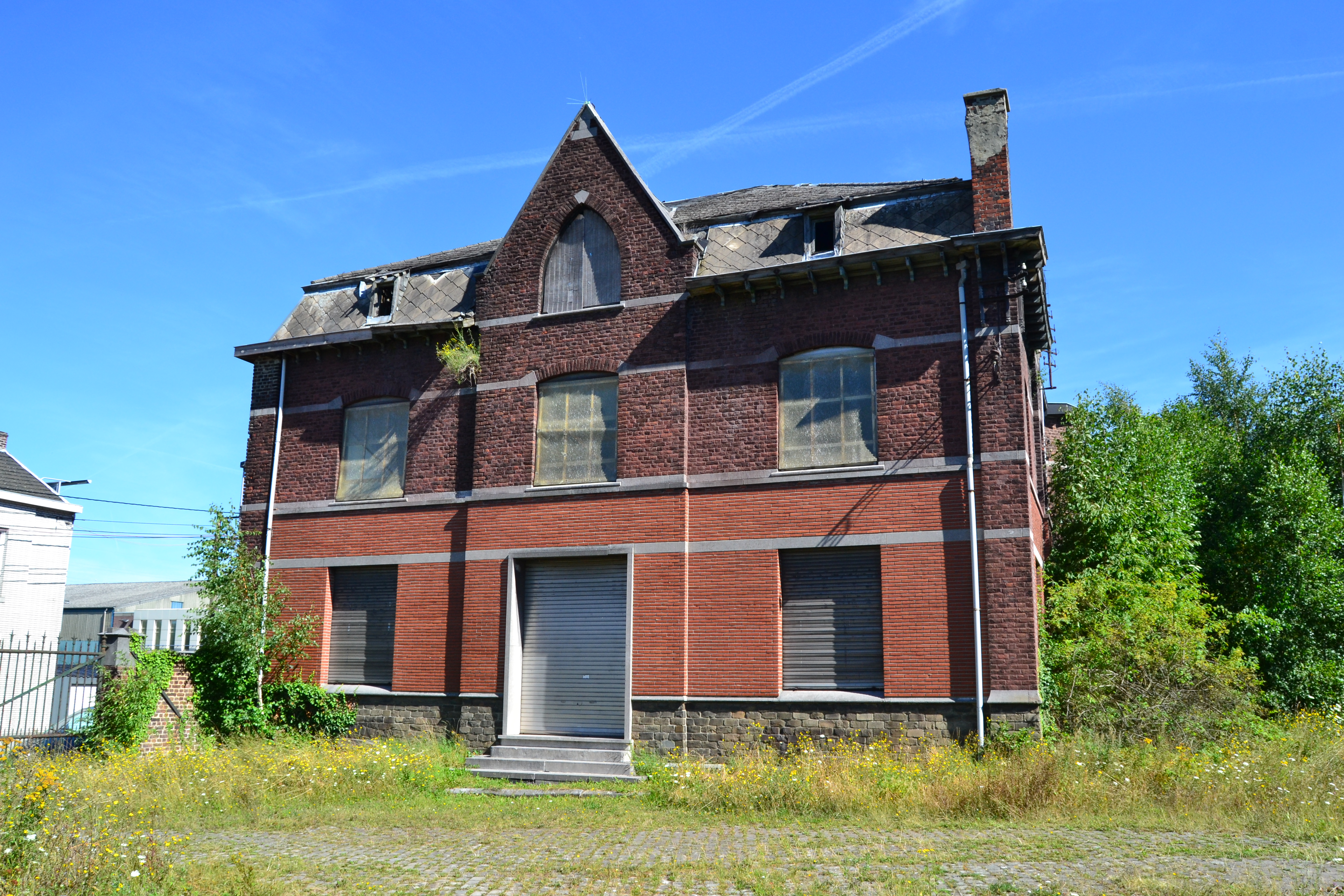
Hoofdkantoor

De Société anonyme des Charbonnages d'Ans et de Rocour (N.V. Steenkoolmijnen van Ans en Rocourt) is een voormalig mijnbouwbedrijf in het Luiks steenkoolbekken.
Ten westen van deze concessie lag die van Société anonyme des Charbonnages de Patience et Beaujonc réunis, ten zuiden lag de concessie van de Société anonyme des Charbonnages de Bonne Espérance, Batterie, Bonne-Fin et Violette.

## Geschiedenis
In 1274 was er voor het eerst sprake van steenkoolwinning te Ans. De industriële mijnbouw begon in 1840, toen een concessie van 317 ha werd uitgegeven onder de toenmalige gemeenten Glain, Loncin, Alleur en Ans. Pas in 1862 begon de daadwerkelijke ontginning, toen door de Franse maatschappij Levant de Liège. De mijn werd aangeduid als Charbonnage des Français, doch ging spoedig over op Belgisch recht en kreeg de naam: Société (anonyme) des Mines d'Ans. In 1907 kreeg de maatschappij dan de naam: S.A. des Charbonnages d'Ans et de Rocour, waarop tal van investeringen volgden. In 1941 werd een nieuwe steenkoolwasserij geopend. De concessie werd na de Tweede Wereldoorlog uitgebreid tot 801 ha. In de jaren '60 van de 20e eeuw bleek de steenkoolwinning niet langer rendabel. Na twee opeenvolgende verliesgevende jaren sloot de mijn definitief op 30 juni 1966. Laurent Coenegrachts was een van de laatste directeurs die bevoegd was voor de organisatie van de ondergrond. 
Er zijn weinig overblijfselen van de mijn. De terril is verdwenen. Het hoofdkantoor bestaat nog, en zowel in Ans als in Rocourt is nog een met beton opgevulde schacht te vinden waarboven een gedenksteen werd geplaatst.